# Topologia producte
S'anomena  topologia producte  a una topologia construïda sobre el producte cartesià d'espais topològics a partir de la topologia dels factors. Va ser introduïda el 1930 per Tychonoff
, com la topologia menys fina que fa que les projeccions sobre cada factor en aplicacions contínues.
Aquesta topologia coincideix en el cas de producte d'un nombre finit de factors amb una altra potser més òbvia, anomenada topologia de caixes, introduïda prèviament per Tietz a 1923. Però la topologia de caixes presenta propietats indesitjables per a un producte d'infinits factors: entre d'altres, el producte d'espais connexos no és necessàriament connex, ni el de compactes necessàriament compacte, coses que sí que succeeixen per la topologia producte.
Per tot això, se sobreentén que en un producte cartesià, llevat que s'especifiqui el contrari. es fa servir sempre la topologia producte,

## Definició formal
Sigui {\displaystyle \{X_{\alpha },T\alpha \}} una família arbitrària (potser infinita) d'espais topològics. Truquem X al seu producte cartesià, ie {\displaystyle X=\prod _{\alpha }X_{\alpha }} i {\displaystyle p_{\alpha }:X\longrightarrow X_{\alpha }} a la projecció sobre el factor corresponent.
Podem dotar X de la 'topologia producte, que és aquella que té com una subbase als conjunts de la forma {\displaystyle \{p_{\alpha }^{-1}(U_{\alpha })\}} on cada {\displaystyle U_{\alpha }} és un obert de {\displaystyle X_{\alpha }}.

## Base de la topologia
La intersecció finita d'elements de la subbase donarà lloc als elements de la base, amb diferent resultat segons tractem amb un producte d'un nombre finit o infinit d'espais.

### Producte d'un nombre finit de factors
En aquest cas la topologia producte serà la que té per base les caixes obertes, és a dir, el producte cartesià d'oberts {\displaystyle \{\prod _{\alpha }U_{\alpha }\}}

### Producte d'infinits factors
Aquí els oberts bàsics seran de la forma:
{\displaystyle U_{\alpha _{1}}\times \cdots U_{\alpha _{n}}\times \prod \{X_{\beta }:\beta \neq \alpha _{1},\cdots ,\alpha _{n}\}}
Això condicionarà la forma dels oberts  V  de la topologia producte: tot obert, comproveu que {\displaystyle p_{\alpha }(V)=X_{\alpha }} per a tots els índexs excepte per a un conjunt finit, ja que ha de contenir un obert bàsic que es projecta d'aquesta manera.

## Relació amb altres propietats topològiques
- Separació
  - Tot producte d'espais T0 és T  0 
  - Tot producte d'espais T1 és T  1 
  - Tot producte d'espais Hausdorff és Hausdorff.
- Compacitat
  - Tot producte de compactes és compacte (Teorema de Tychonoff)
  - Però un producte d'espais localment compactes no té per què ser localment compacte.
- Connexió
  - Tot producte d'espais connexos és connex.
  - Tot producte d'espais arcoconnexos és arcoconexo.